# Давила, Улисес
Ули́сес Алеха́ндро Да́вила Пласе́нсия (исп. Ulises Alejandro Dávila Plascencia; родился 13 апреля 1991 года, в Гвадалахаре, Халиско, Мексика), более известный как Ули́сес Да́вила — мексиканский футболист, атакующий полузащитник австралийского клуба «Макартур».

## Клубная карьера
Улисес Давила родился в Гвадалахаре, Халиско, Мексика, где и начал свою карьеру в академии местного одноимённого клуба. В июле 2006 года Давила стал чемпионом с «Гвадалахарой» в Национальном молодёжном чемпионате игроков 1990 и 1991 годов рождения, обыграв в матче «Пачуку» со счётом 1:0, где он забил единственный мяч. В том же году «Гвадалахара» выиграла Кубок Манчестер Юнайтед «Поколение 1991», победив «Арсенал» со счетом 2:1. Он дебютировал в основном составе «Гвадалахары» в матче против «Пачуки» 29 августа 2009 года, который команды сыграли вничью 2:2.
27 августа 2011 года, «Гвадалахара» и «Челси» договорились о трансфере Улисеса Давилы. «Челси» подтвердил на своем сайте, что трансфер Давилы был завершён и что он подписал пятилетний контракт с клубом.
30 августа 2011 года, Давила был отдан в долгосрочную аренду в клуб нидерландской Эредивизи «Витесс» до 31 мая 2012 года. Его дебют за «Витесс» произошёл в матче против «Роды» 17 сентября 2011 года в рамках Эредивизи. Он провёл на поле 69 минут, матч закончился победой «Витесса» со счётом 5:0.

## Международная карьера
Давила выступал в Сборной Мексики до 17 лет, которая участвовала на Чемпионате мира среди юношей до 17 лет 2009 года в Египте. В 2011 году он был частью Сборной Мексики до 20 лет, которая выиграла Чемпионат КОНКАКАФ среди молодёжных команд, проходивший в Гватемале. Он также участвовал в Тулонском турнире 2011 года во Франции, где Мексика заняла четвёртое место. Давила был одним из 20 человек сборной, которые участвовали на Чемпионате мира по футболу среди молодёжных команд 2011 в Колумбии. Сборная Мексики в конечном итоге выиграла бронзу, а Давила забил один гол. В основную сборную Давила получил свой первый вызов на Кубок Америки 2011, чтобы заменить одного из пяти игроков, которые были дисквалифицированы за то, что привели в отель проституток, этот инцидент произошол в Кито, Эквадор. На Кубке Америки он так и не сыграл ни одного матча.

## Достижения
Мексика
- Чемпионат КОНКАКАФ среди молодёжных команд: 2011

## Статистика выступлений
| Выступление      | Выступление      | Выступление      | Лига | Лига | Кубок страны | Кубок страны | Кубок лиги | Кубок лиги | Международ. | Международ. | Итого | Итого |
| Клуб             | Лига             | Сезон            | Игры | Голы | Игры         | Голы         | Игры       | Голы       | Игры        | Голы        | Игры  | Голы  |
| ---------------- | ---------------- | ---------------- | ---- | ---- | ------------ | ------------ | ---------- | ---------- | ----------- | ----------- | ----- | ----- |
| Гвадалахара      | Примера          | 2009/10          | 7    | 0    | 0            | 0            | 0          | 0          | 5           | 0           | 12    | 0     |
| Гвадалахара      | Примера          | 2010/11          | 8    | 0    | 0            | 0            | 0          | 0          | 0           | 0           | 8     | 0     |
| Гвадалахара      | Итого            | Итого            | 15   | 0    | 0            | 0            | 0          | 0          | 5           | 0           | 20    | 0     |
| Витесс           | Эредивизи        | 2011/12          | 2    | 0    | 1            | 0            | 0          | 0          | 0           | 0           | 3     | 0     |
| Витесс           | Итого            | Итого            | 2    | 0    | 1            | 0            | 0          | 0          | 0           | 0           | 3     | 0     |
| Сабадель         | Сегунда          | 2012/13          | 35   | 4    | 2            | 1            | 0          | 0          | 0           | 0           | 37    | 5     |
| Сабадель         | Итого            | Итого            | 35   | 4    | 2            | 1            | 0          | 0          | 0           | 0           | 37    | 5     |
| Кордова          | Сегунда          | 2013/14          | 28   | 5    | 1            | 0            | 0          | 0          | 0           | 0           | 29    | 5     |
| Кордова          | Итого            | Итого            | 28   | 5    | 1            | 0            | 0          | 0          | 0           | 0           | 29    | 5     |
| Тенерифе         | Сегунда          | 2014/15          | 10   | 1    | 1            | 0            | 0          | 0          | 0           | 0           | 11    | 1     |
| Тенерифе         | Итого            | Итого            | 10   | 1    | 1            | 0            | 0          | 0          | 0           | 0           | 11    | 1     |
| Витория Сетубал  | Примейра         | 2014/15          | 11   | 0    | 0            | 0            | 3          | 0          | 0           | 0           | 14    | 0     |
| Витория Сетубал  | Примейра         | 2015/16          | 5    | 0    | 0            | 0            | 1          | 0          | 0           | 0           | 6     | 0     |
| Витория Сетубал  | Итого            | Итого            | 16   | 0    | 0            | 0            | 4          | 0          | 0           | 0           | 20    | 0     |
| Сантос Лагуна    | Лига МХ          | 2016 (К)         | 0    | 0    | 0            | 0            | 0          | 0          | 0           | 0           | 0     | 0     |
| Сантос Лагуна    | Итого            | Итого            | 0    | 0    | 0            | 0            | 0          | 0          | 0           | 0           | 0     | 0     |
| Всего за карьеру | Всего за карьеру | Всего за карьеру | 106  | 10   | 5            | 1            | 4          | 0          | 5           | 0           | 120   | 11    |